# Pierres pictes

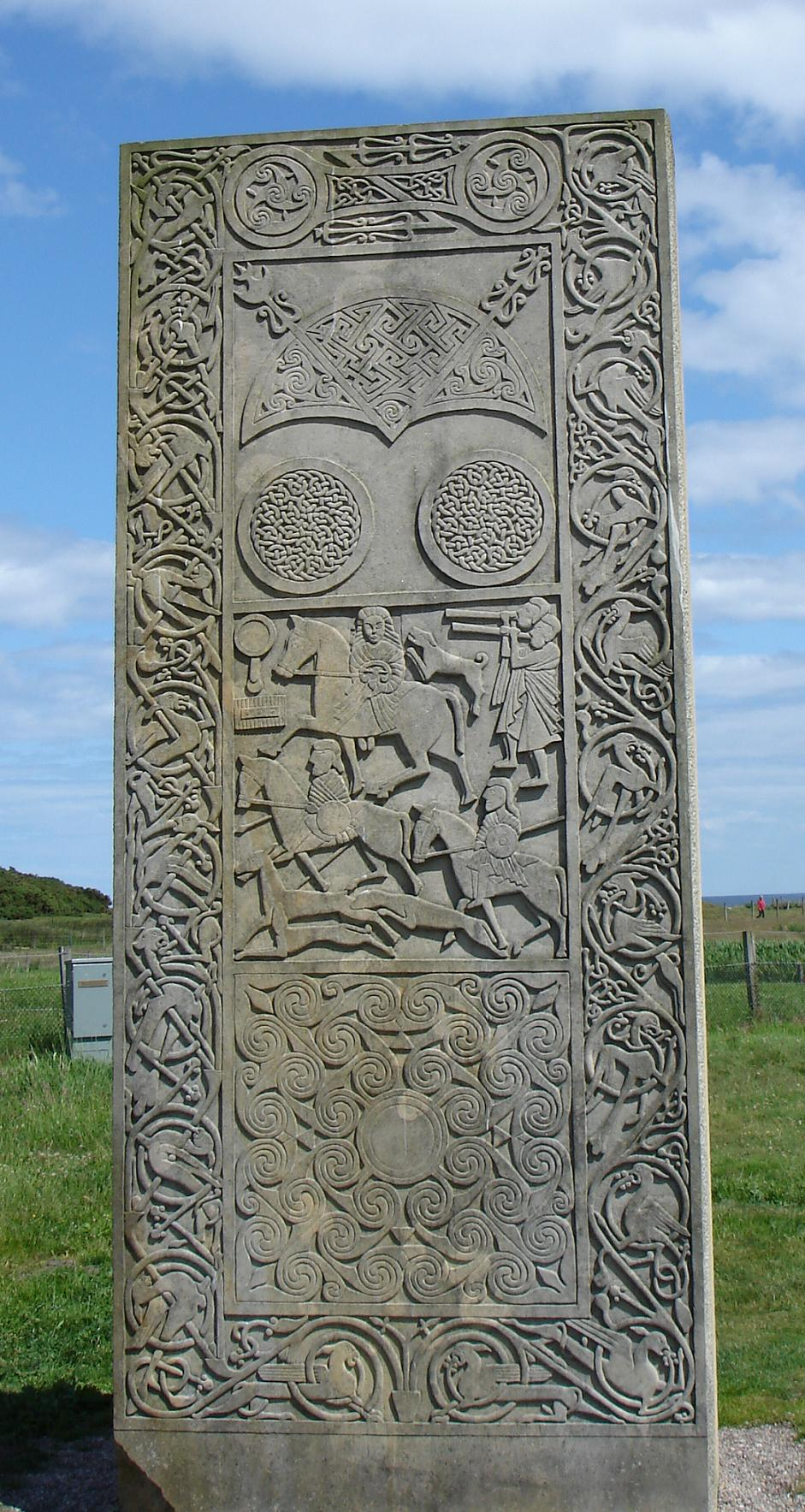
Une copie de la Hilton of Cadboll Stone, sur l'emplacement d'origine, par Barry Grove; l'originale se trouve au musée de l'Écosse.

Les pierres pictes se trouvent en Écosse, principalement dans les Highlands et en particulier la région de Ross. Il s'agit du témoignage le plus visible de leurs constructeurs, les Pictes. 

## But et signification supposés
Le but et la signification des pierres n'est que partiellement compris. Certains pensent qu'elles servaient de monuments commémoratifs, où les symboles indiqueraient l'appartenance à des clans, la lignée ou la parenté. Il est plus certain en revanche que certaines pierres représentaient des cérémonies et rituels anciens, comme la pierre d'Eassie. Bien qu'un petit nombre de pierres ait été trouvé à proximité de sépultures, il faut signaler que la plupart n'étaient pas dans leurs emplacements d'origine. Parmi d'autres suggestions possibles, l'on retiendra la possibilité qu'elles marquent les territoires des lignées ou tribus, voire qu'il s'agisse d'un système d'écriture avec des pictogrammes. Enfin, une dernière théorie suggère que les symboles représentent un système de constellations propre aux Pictes.

## Symboles

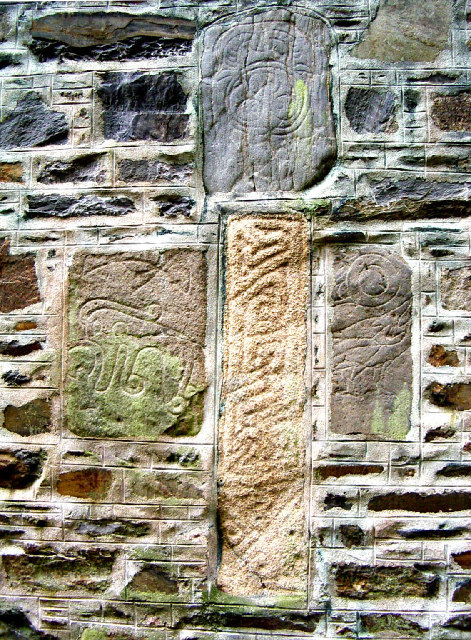
Pierres pictes sur un mur à Fyvie en Aberdeenshire.

Il y a approximativement 35 symboles différents sur les pierres, qui se classent en trois catégories: 
- symboles abstraits sans significations évidentes, que les chercheurs doivent donc décrire par des noms arbitraires. Par exemple : croissant ou baguette en V, double disque et baguette en Z.
- images esquissant des animaux. Par exemple : vipère, saumon, loup, cerf, aigle, et la légendaire "bête Picte".
- objets reconnaissables. En particulier, le miroir et le peigne qui, en dépit des associations modernes avec la féminité, pourraient avoir été utilisés par des hommes à la position sociale élevée.

Dans la plupart des pierres avec des symboles, ceux-ci sont arrangés en paires (certains ayant plusieurs paires), avec parfois l'ajout en dessous du miroir et du peigne. Ceci alimente la théorie selon laquelle les pierres représentent la lignée ou la parenté, où les paires seraient ainsi les deux parents. Ph. Jouët a proposé de reconnaître dans la "baguette en Z" flanquée de deux cercles (à motifs solaires) l'année aux deux saisons (hiver/été), la tige fleurie indiquant les deux termes de la croissance (graine/fleur), signe à implications cosmologiques.   
Les symboles sont plus rarement trouvés sur des bijoux, mais il faut savoir que peu d'exemples du travail des métaux par les Pictes nous sont parvenus comparés aux cultures environnantes. Un objet en argent avec un symbole picte a été trouvé à Norrie's Law à Fife, au début du XIXe siècle. Les symboles ont parfois été trouvés sur d'autres objets comme des petits disques en pierre et des os, principalement dans les Northern Isles. Des formes simples ou primitives des symboles sont taillées dans les murs des grottes du littoral, vers les villes de East Wemyss (Fife) et Covesea (Moray).

## Classification

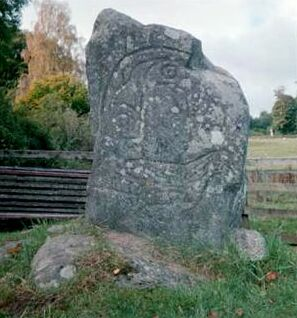
Pierre Clach an Tiompain de classe 1 à Strathpeffer

Dans leur étude révolutionnaire, The Early Christian Monuments of Scotland (1903), J. Romilly Allen et Joseph Anderson ont tout d'abord classé les pierres pictes en trois groupes. Les détracteurs de leur système font remarquer certaines exceptions importantes où des éléments appartiennent à plusieurs groupes. Cependant, il s'agit d'un système bien connu et largement utilisé dans ce domaine.
- Classe 1. Pierres non travaillées où les symboles sont seulement gravés. La croix n'est présente sur aucune des faces de la pierre. La période est du VIe au VIIIe siècle.
- Classe 2. Pierres de forme plus ou moins rectangulaire avec une grande croix et des symboles sur au moins un côté. Les symboles, tout comme les motifs chrétiens, sont taillés et l'espace de la croix avec son décor est rempli de dessins. La période est du VIIIe au IXe siècle.
- Classe 3. Aucun symbole picte. Il peut s'agir d'un bloc avec la croix, couché pour marquer une tombe, voire des mausolées. La période est également du VIIIe au IXe siècle.

## Emplacement des pierres

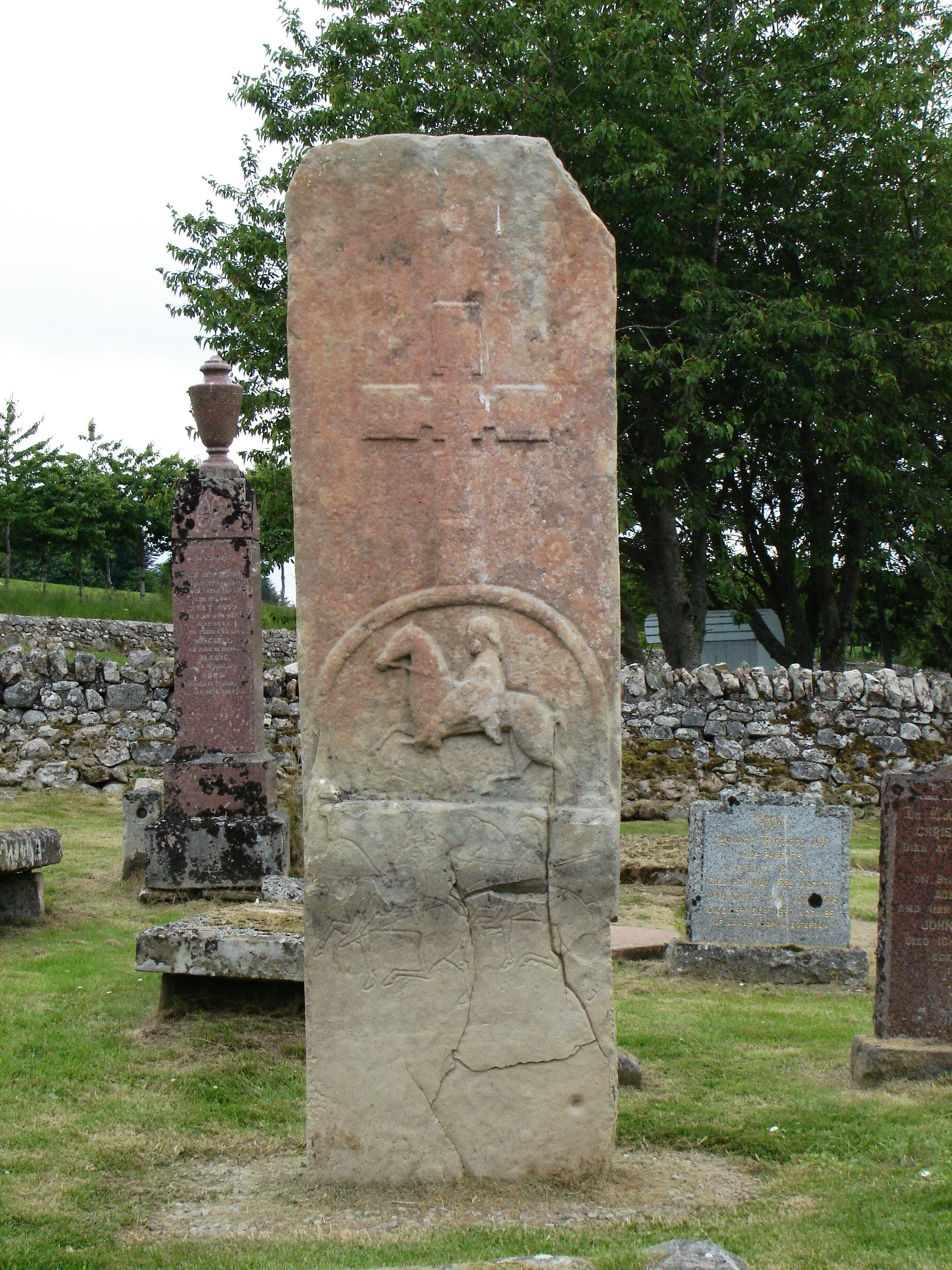
Pierre de classe 3 à Edderton

Seulement quelques pierres se trouvent toujours sur leurs sites d'origine, la plupart ayant été amenées dans des musées ou autres sites permettant de les protéger. Dans la liste suivante, certaines des pierres ne se trouvent pas dans des églises ou des musées, mais cela ne signifie pas que l'accès est autorisé aux visiteurs, puisqu'il peut s'agir d'une propriété privée. 
- Cathédrale de Dunblane (Dunblane). Une pierre de classe 3 a été trouvée dans les fondations de la cathédrale durant une restauration. On peut maintenant la trouver à l'intérieur.
- Pierre d'Eassie, dans l'église en ruine d'Eassie.
- Musée de Perth  (Perth), collection de 3 pierres : St Madoes 1, Inchyra et Gellyburn.
- Musée d'Inverness au Château de Wynd (Inverness). Huit pierres de Classe 1, avec les symboles du loup et de la tête de cerf (deux des plus beaux symboles d'animaux, faisant probablement partie du même bloc à l'origine), et un fragment allant avec un objet du château de Dunrobin.
- Pierre au Sanglier de Knocknagael, siège du conseil d'Écosse sur la rue Glenurquhart d'Inverness. Pierre de classe 1 pouvant être vue à travers une grande fenêtre. Trouvée à Knocknagael, en périphérie d'Inverness.
- Musée de la Groam House (Rosemarkie). Collection de fragments de pierres pictes et une plaque de classe 2. Le musée possède également une collection de photographies de pierres pictes à travers l'Écosse.
- Pierre Clach an Tiompain (Strathpeffer). Classe 1.
- Pierre Clach a'Mheirlich (Rosskeen). Classe 1 dans un champ[4].
- Pierre Clach a' Charridh (Shandwick), bloc de classe 2 dans un abri en verre[5].
- Centre de découverte de Tarbat (Portmahomack). Collection importante de fragments trouvés lors de fouilles, et informations sur les Pictes.

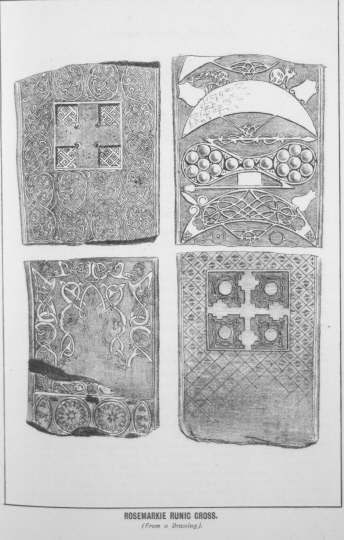
Illustrations d'une classe 2 de Rosemarkie, publiée en 1885

- Pierre de Nigg (Nigg), dans l'ancienne église paroissiale. Bloc de classe 1. Un fragment peut-être trouvé dans le musée de Tain.
- Musée de Tain (Tain). Pierre de classe 1 dans la cour, fragments du Clach an Tiompain et de la Pierre de Nyg dans le musée.
- Pierre "affûtée", Clach Biorach (Edderton). Classe 1 dans un champ (probablement l'endroit d'origine), visible de la route. Classe 3 dans le vieux cimetière.
- Vieille église de Kincardine (Ardgay). Monument en forme de cercueil.
- Croix de St Demhan (Creich). Pierre non travaillée avec une croix, n'entrant dans aucune des classes.
- Pierre de Dunfallandy dite Clach an t-Sagairt, soit "la pierre du prêtre" (Pitlochry). Classe 2 de bonne qualité.
- Musée du Château de Dunrobin (Golspie). Collection de plus d'une vingtaine de classe 1 et 2 rassemblées par les ducs de Sutherland.
- Musée de St Vigeans (Arbroath). Collection de pierres pictes et médiévales, dont la pierre de Drosten, un bloc avec la croix de Classe 1 et une des deux seules pierres à avoir une inscription n'étant pas en écriture oghamique.
- Pierres pictes d'Aberlemno (Aberlemno). Trois blocs visibles de la route et un dans la cour de l'église. Enveloppés durant les mois d'hiver.
- Musée d'Elgin (Elgin). Collection importante, principalement de la cour de l'église de Kinneddar.
- Pierre de Sueno (Forres). Bloc de 6,5 mètres, la plus grande dans les îles Britanniques, datant du IXe ou du Xe siècle, protégée par une cage vitrée.
- Pierres pictes de Meigle (Meigle vers Forfar). Musée dans une école reconvertie qui a probablement une des collections les plus riches; l'entrée est payante.
- Pierre de Tote (Tote sur l'île de Skye). Pierre de classe 1 dans un petit enclos clôturé.
- Colline de Trusty (vers Anwoth), district de Dumfries and Galloway. Série de pierres de classe 2.